# Strelitzia (revista)
Strelitzia (abreviado Strelitzia) es una revista con ilustraciones y descripciones botánicas que es editada en Pretoria desde el año 1994. Fue precedida por Memoirs of the Botanical Survey of South Africa y Annals of Kirstenbosch Botanic Gardens